# Randal Bays
Randal Bays, né en 1950 en Indiana, un État du Midwest des États-Unis, est un compositeur et musicien américain de renommée internationale, qui joue du fiddle et de la guitare dans un style irlandais traditionnel.

## Biographie
Randal Bays naît dans l'Indiana en 1950, et commence l'apprentissage de la trompette à l'âge de huit ans et de la guitare à douze ans. Très vite, il se produit dans des groupes musicaux (rock et blues bands). Il étudie la guitare classique, la théorie musicale et la composition, et vers l'âge de vingt ans, s'installe sur la côte nord-ouest (océan Pacifique). Il vit désormais sur l'île Whidbey, près de Seattle.
En 1978, il découvre le fiddle et commence un auto-apprentissage de la musique irlandaise traditionnelle, sous l'influence musicale et stylistique de musiciens tels que Kevin Burke (fiddle), Michael Beglan, James Kelly (fiddle), Joe Burke (accordéon) et Mícheál Ó Domhnaill (guitare). Il rencontre alors le fiddler irlandais Martin Hayes et lui écrit des accompagnements pour guitare, pour ses premiers enregistrements (début des années 90). Dès lors, la réputation de Randal Bays dans les milieux musicaux traditionnels irlandais ne cesse de grandir.
Depuis, il a enregistré et s'est produit avec de nombreux musiciens traditionnels irlandais, tels que James Kelly, Martin Hayes, John Williams, Aine Meenaghan, Dáithí Sproule et James Keane. Il fait également des tournées individuelles ou en duo avec le guitariste de Caroline du Sud, Davey Mathias.
Don Meade a écrit de lui qu'« il est toujours reconnu pour ses magnifiques accompagnements à la guitare des premiers enregistrements du fiddler Martin Hayes, (mais) Randal est lui-même un fiddler merveilleux, un des meilleurs du pays ».
En 1995 paraissent les premiers albums de Randal Bays, sous le label Foxglove Records qu'il a fondé, dont Wind on the Water, Pigtown Fling, Out of the Woods, The Salmon's Leap, House to House (avec Roger Landes - classé meilleur album traditionnel 2005 par l'Irish Times), Overland (avec Dáithí Sproule), Katy Bar the Door, et en 2009, Dig with It, avec le guitariste canadien Dave Marshall (le nom de l'album est extrait d'un poème de Seamus Heaney).
Il est également membre du groupe irlandais Fingal, qu'il a fondé en 2006, avec Dáithí Sproule et James Keane, publiant un premier album en 2008.
Randal Bays est le cofondateur, avec Dan Paulson, du Friday Harbor Irish Music Camp, un événement durant lequel les étudiants participent pendant six jours à des cours intensifs, des concerts, des discussions et des sessions, dans un environnement boisé initialement situé près de Friday Harbor sur San Juan Island (État de Washington), et depuis 2010, au nord de l'île.
Le Cork Examiner, deuxième quotidien irlandais, a dit de lui qu'il était « un animal rare, un maître du fiddle et de la guitare », et le magazine Fiddler a écrit qu'« il fait partie des meilleurs fiddlers de sa génération ».

## Discographie
- Celtic Music of the Northwest, avec Wildgeese (1982) ;
- Nancy Curtin, avec Nancy Curtin (1985) ;
- The Rashers, avec Joel Bernstein (1988) ;
- The Traveller's Return, avec Nancy Curtin (1990) ;
- Martin Hayes, avec Martin Hayes (1993) ;
- John Williams, avec John Williams (1995) ;
- Under the Moon, avec Martin Hayes (1995) ;
- Wind on the Water (1995) ;
- Pigtown Fling, avec Joel Bernstein (1996) ;
- Out of the Woods (1997) ;
- The Salmon's Leap (2000) ;
- Overland, avec Dáithí Sproule (2004) ;
- House to House, avec Roger Landes (2004) ;
- Fingal (2008) ;
- Dig with It (2009).